# Municipio de Irving (Kansas)
El municipio de Irving (en inglés: Irving Township) es un municipio ubicado en el condado de Brown en el estado estadounidense de Kansas. En el año 2010 tenía una población de 306 habitantes y una densidad poblacional de 2,23 personas por km².

## Geografía
El municipio de Irving se encuentra ubicado en las coordenadas 39°55′56″N 95°23′33″O / 39.93222, -95.39250. Según la Oficina del Censo de los Estados Unidos, el municipio tiene una superficie total de 137.41 km², de la cual 137,35 km² corresponden a tierra firme y (0,04 %) 0,05 km² es agua.

## Demografía
Según el censo de 2010, había 306 personas residiendo en el municipio de Irving. La densidad de población era de 2,23 hab./km². De los 306 habitantes, el municipio de Irving estaba compuesto por el 68,95 % blancos, el 1,31 % eran afroamericanos, el 26,14 % eran amerindios y el 3,59 % eran de una mezcla de razas. Del total de la población el 1,63 % eran hispanos o latinos de cualquier raza.